# Evangelische Kirche (Effolderbach)

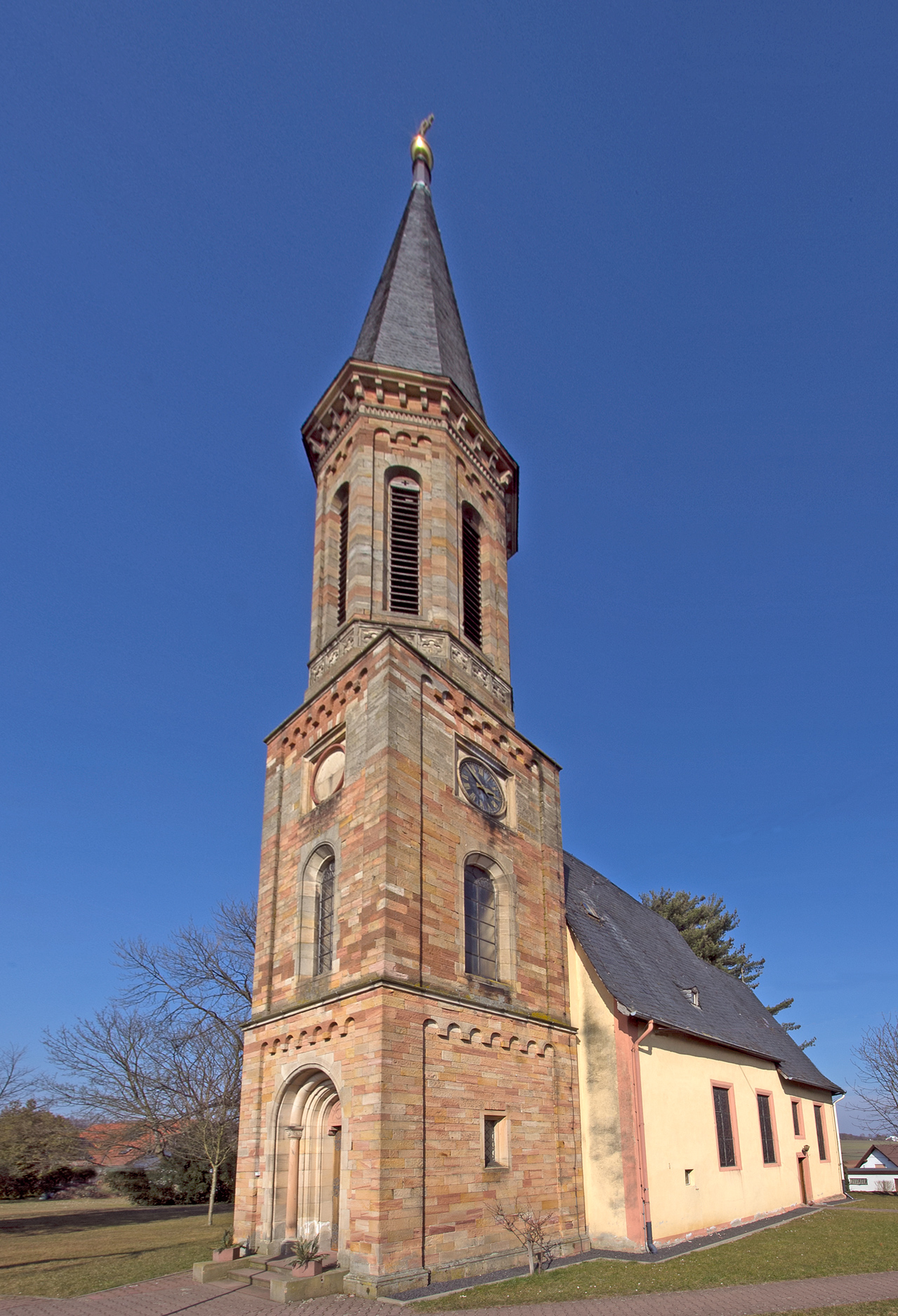
Evangelische Kirche (Effolderbach)

Die Evangelische Kirche Effolderbach ist ein denkmalgeschütztes Kirchengebäude, das in Effolderbach steht, einem Stadtteil von Ortenberg im Wetteraukreis in Hessen. Die Kirchengemeinde gehört zum Dekanat Büdinger Land in der Propstei Oberhessen der Evangelischen Kirche in Hessen und Nassau.

## Beschreibung
Der Chor mit dreiseitigem Schluss der Saalkirche stammt vom Ende des 13. Jahrhunderts. Das westlich von ihm gelegene Kirchenschiff wurde in der ersten Hälfte des 17. Jahrhunderts angebaut. 
Der neuromanische Kirchturm auf quadratischem Grundriss im Westen wurde erst 1864–67 aus Quadermauerwerk errichtet. Seine drei Geschosse sind durch Lisenen und Bogenfriese gegliedert. Sein Erdgeschoss enthält das Portal mit einem bogenförmigen Gewände. Das Geschoss darüber beherbergt die Turmuhr. Der Glockenstuhl, in dem drei Kirchenglocken hängen, befindet sich hinter den Klangarkaden im obersten, achteckigen Geschoss. Der Turm ist mit einem achtseitigen, schiefergedeckten, spitzen Helm bedeckt. 
Der Innenraum hat seit 1775 Emporen an den Längsseiten. Zur Kirchenausstattung gehören ein mittelalterliches Sakramentshaus und ein gotisches Taufbecken. 1889 wurde die Orgel vom Chor auf die Empore auf der Nordseite verlegt. Die Orgel mit acht Registern wurde 1860 von Johann Georg Förster gebaut und 2001 von der Förster & Nicolaus Orgelbau überholt.